# Autorretrato (Filippino Lippi)
El llamado Autorretrato de Filippino Lippi (atribuido a este pintor) es un fresco arrancado sobre losa de terracota (50 x 31 cm), que data aproximadamente del año 1485 y se conserva en la Galería Uffizi en Florencia. 

## Historia y descripción
La obra es de atribución muy incierta, como señaló Luciano Berti, que habló de una falsificación del siglo XVI-XVIII. La efigie se muestra con el busto de tres cuartos girado hacia la izquierda, apenas bosquejado por los trazos del pincel, y la cabeza girada hacia el espectador, con una mirada directa. Tiene el pelo largo saliendo de su gorra, ojos ligeramente hundidos, nariz recta, boca muy carnosa y ligeramente abierta. Algunos detalles son bastante inusuales, como la oreja que sobresale del cabello. Las características son muy similares al autorretrato más seguro de Filippino, el del fresco de la Disputa de Simon Mago y la crucifixión de San Pedro en la Capilla Brancacci en Florencia.